# Pterolophia javana
Pterolophia javana är en skalbaggsart som beskrevs av Stefan von Breuning 1938. Pterolophia javana ingår i släktet Pterolophia och familjen långhorningar. Inga underarter finns listade i Catalogue of Life.